# Oborožene sile Egipta
Oborožene sile Egipta so največje oborožene sile na afriški celini in v arabskem svetu ter 10. največje na celem svetu. 
Poleg klasičnih vej oboroženih sil ima Egipt številne paravojaške sile. Leta 2007 so le-te štele okoli 397.000 pripadnikov. Centralne varnostne sile in Obmejne sile Egipta so pod nadzorom notranjega ministrstva, medtem ko Nacionalna garda Egipta (60.000 pripadnikov) spada pod obrambno ministrstvo.

## Pregled
Najvišji vojaški poveljnik oboroženih sil je feldmaršal Mohamed Husein Tantavi in načelnik Generalštaba Oboroženih sil Egipta je generalporočnik Sami Hafez Anan.
Oborožitev in oprema je zelo raznolika, saj izhaja iz številnih držav (ZDA, Francija, Italija, Združeno kraljestvo, Sovjetska zveza, Ljudska republika Kitajska). Zastarelo sovjetsko oborožitev in opremo trenutno zamenjujejo z novejšo ameriških, francoskih in britanskih proizvajalcev.
Z namenom stabiliziranja in modernizacije regije Egipt nudi vojaško pomoč in usposabljanje številnim afriškim in arabskim državam. Kljub temu, da ni članica Nata, pa ohranja močno vojaško in strateško partnerstvo, tudi preko foruma Sredozemski dialogi. V regiji je Egipt ena najmočnejših vojaških sil, poleg Izraela, hkrati pa najmočnejša v celotni Afriki. Kot ena redkih bližnjevzhodnih držav ima Egipt lastni izvidniški satelit (trenutno ima celo dva).
Oborožene sile uživajo velik ugled in imajo veliko moč ter neodvisnost znotraj ustroja države; tako so neposredno podrejene le predsedniku Egipta, ki je vrhovni poveljnik. Imajo tudi velik vpliv na gospodarstvo, saj gradijo ceste in stanovanjske objekte, proizvajajo dobrine in upravljajo s turistično infrastrukturo. Kljub temu pa večina informacij o oboroženih silah (kot npr. velikost proračuna, imena generalov, obseg in moč oboroženih sil) ni javno dostopnih.

## Organizacija
- Generalštab Oboroženih sil Egipta

- Egiptovska kopenska vojska
- Egiptovsko vojno letalstvo
- Poveljstvo zračne obrambe Egipta
- Egiptovska vojna mornarica

- Egiptovska obalna straža